# 2006 日本女子サッカーリーグ
2006 日本女子サッカーリーグ（mocなでしこリーグ）は、2006年5月から11月まで開催。この年から外食およびブライダル産業を営むモック(moc)と3年間のスポンサー契約を結んだためリーグの略称が「mocなでしこリーグ」となり、ユニフォームの袖につけるワッペンや試合会場での看板等も変更されたが、会場に掲揚されるリーグ旗はL・リーグ時代のものが引き続き使用された。

## 概略
18シーズン目となるこの大会は、1部リーグ（ディビジョン1）には2部リーグ（ディビジョン2）から昇格のINACレオネッサを加えた8チーム、ディビジョン2はディビジョン1から降格のバニーズ京都サッカークラブ（宝塚バニーズレディースサッカークラブ改め）と新規参入の福岡J・アンクラスを加えた8チームで編成。成績による翌シーズンの入れ替えは1部最下位と2部1位チームとの自動入れ替えに加え、新たに1部7位と2部2位とで入れ替え戦が行われることになった。
この年は4月にAFC U-19女子選手権マレーシア2006（兼「FIFA U-20女子ワールドカップ ロシア2006」（8月開催）アジア予選）、7月に2006 AFC女子アジアカップ（兼2007 FIFA女子ワールドカップアジア地区予選）、8月になでしこリーグオールスター、11月に1部7位と2部2位との入れ替え戦、12月に第15回アジア競技大会（カタール・ドーハ）および第28回全日本女子サッカー選手権大会と多くの試合が予定されたため、ディビジョン1については日程の調整が難航。そのため前年に行った3回戦総当たりをやめ、2回戦総当たりの「レギュラーリーグ」と、その結果により上位と下位の各4チームずつ1回戦総当たりの「プレーオフ」に変更。またシーズン前には前年と同じく「なでしこスーパーカップ」を行った。ちなみに「なでしこリーグオールスター」は1996年の「第4回バレンタインサッカーフェスティバル　L・リーグオールスター戦」以来10年ぶりの開催である。
ディビジョン2は前年と同様8チームによる3回戦総当たりであり且つチーム数が増えたため、第61回国民体育大会「のじぎく兵庫国体」夏季・秋季大会の関係で10月初めのみ中断したものの、2006 FIFAワールドカップの行われていた期間にも試合が開催された。
また開幕にあわせてオフィシャル・サポートソング「It's alright!!」（歌・MARKO）を発表。サポートソングの制定は1994年シーズン以来であり、各チームのホーム開幕試合では来場者にCD（試聴版）が配布された。
なお前年に日テレ・ベレーザがひたちなか市総合運動公園陸上競技場で試験的に1試合だけ行った有料試合を、この年も6月18日に同会場の東京電力女子サッカー部マリーゼ戦（小学生以上・前売り700円、当日800円）で行ったほか、浦和レッドダイヤモンズ・レディース（高校生以上1000円）とアルビレックス新潟レディース（前売り大人800円・小中高生300円、当日大人1000円・小中高生500円）がすべてのホームゲームを有料とした。
選手動向では浦和レッドダイヤモンズ・レディースにTASAKIペルーレFCから柳田美幸が移籍し、山郷のぞみ、安藤梢とともにプロ選手契約を結んだ。またかつてスペランツァF.C.高槻に下部組織所属選手としてL・リーグ（→なでしこリーグ）出場経験のあった阪口夢穂がTASAKIペルーレFCへ、同じく上辻佑実が東京電力女子サッカー部マリーゼに入団。所属チームの事情により1年間の空白を経ての復活であったが、ともに戦力として活躍した。一方、伊賀フットボールクラブくノ一では宮本ともみが産休・育休から復帰したものの、宮﨑有香が東京電力女子サッカー部マリーゼへ、原歩がINACレオネッサへと主力選手が流出。9月には窪田飛鳥がアメリカのアマチュアトップリーグ「Women's Premier Soccer League(WPSL)」の「カリフォルニアストーム・オブ・サクラメント(California Storm of Sacramento)」から浦和レッドダイヤモンズ・レディースへ加入し、ベレーザに所属していた2004年シーズン以来の日本復帰となった。
このシーズン、ディビジョン1では日テレ・ベレーザがレギュラーリーグ最終節でTASAKIペルーレFCに敗れ2年ぶりのリーグ戦での敗戦を喫したが、再び対戦したプレーオフ第2戦を3－0で勝利し、つづくプレーオフ第3戦（シーズン最終節）で浦和レッズレディースを降して2年連続の優勝を果たした。
一方、昨年と同様に優勝争いに絡むと思われた東京電力女子サッカー部マリーゼと、リーグ参入からわずか1年で1部昇格を果たしたINACレオネッサはともに下位に低迷し、スペランツァF.C.高槻と伊賀フットボールクラブくノ一もレギュラーシーズンでは苦戦したが、プレーオフでは第2戦で伊賀が残留確定を決め、最終戦でINACがマリーゼに勝利。伊賀は高槻に敗戦したためINACと勝ち点で並んだものの得失点差により順位が逆転し、高槻の入れ替え戦進出とマリーゼの自動降格が決定した。
ディビジョン2では3シーズンぶりの1部復帰を目指してTASAKIペルーレFCなどから選手を補強した大原学園JaSRA女子サッカークラブと、2年連続してあと一歩のところで昇格を逃していたアルビレックス新潟レディースの2強が勝ち星を重ねて昇格争いを抜け出し、そのあとには新規参入ながらリーグ加盟前から実力を発揮した福岡J・アンクラスと、セレクションなどによる強化が実を結んだジェフユナイテッド市原・千葉レディースが激しい3位争いを展開。これら4チームが5位以下のチームに大差をつけて迎えた最終節、1位と2位、3位と4位はそれぞれ勝ち点差で並んだため、得失点差により1位となった新潟が念願の1部昇格を達成。2位になった大原学園は無敗ながら入れ替え戦に回ることとなった。
一方、下位4チームではすべてのチームの勝ち星が1桁に終わり、なかでも最下位のルネサンス熊本フットボールクラブは得点6、失点108、得失点差-102という記録を残した。
リーグ戦全日程終了後の11月11日には入れ替え戦（1試合制）が江戸川区陸上競技場で行われ、それにより高槻の降格と大原学園の昇格が決定。大原学園は2004年シーズン以来の1部復帰となり、高槻はリーグ優勝経験のあるチームとして初の降格となった。
個人記録では永里優季が最多得点（18点）により初受賞したほか、ベストイレブン、「サポーターが選ぶMVP」（後述）を獲得。ベストイレブンではほかに福元美穂、岩清水梓、柳田美幸が初めての受賞。澤穂希がディビジョン1最優秀選手(MVP)を初めて受賞し、ディビジョン2では片桐ひろみがMVPとなった。
またこの年から優勝チームに贈られる1億円のティアラ「アイプリモ なでしこクイーンズ　ティアラ」の授与が行われ、日テレ・ベレーザの主将・酒井與恵が初の戴冠者となった。
この年も「なでしこリーグ表彰式」がサポーターを招待して行われ、また「サポーターが選ぶMVP」の投票もインターネットの公式ホームページにより行われ、会場のサポーターの代表者による表彰が行われた。

## 大会概要
- 開催期間：2006年5月21日‐11月5日
- なでしこリーグディビジョン1（1部）

8チームによる2回戦総当たりのレギュラーリーグを行い、その順位に基づき上位と下位各4チームずつによる1回戦総当たりのプレーオフ。
- なでしこリーグディビジョン2（2部）

8チームによる3回戦総当たり。
- 入れ替え

1部の最下位チームと2部の1位チームは翌シーズン自動入れ替え、1部7位と2部2位は入れ替え戦（1試合）の結果により勝者が1部、敗者が2部に所属となる。
- 選手登録

日本サッカー協会に登録している選手で25名まで。うち「下部組織チーム」から5名まで登録することができる。外国籍選手は5名まで登録、3名まで出場できる。
- 試合時間

90分（45分ハーフ）。90分以内で勝敗が決しない場合は引き分けとする。
- 順位

勝ち点（勝利3点、引分1点、敗戦0点）の多いチームを上位とし、勝ち点の合計が同じ場合は以下の順序で順位を決める。
1. 全試合の得失点差
2. 全試合の総得点数
3. 直接対決の成績（1.勝ち点2.得失点差）
4. 順位決定戦（必要な場合のみ）

なおディビジョン1はレギュラーシーズンが終了した時点の順位により上位と下位の各プレーオフを実施し、上位プレーオフの1~4位は総合順位の1~4位、下位プレーオフの1~4位は総合順位の5~8位となる。

## 参加チーム

### なでしこリーグ　ディビジョン1（1部）
- 日テレ・ベレーザ：東京都稲城市
- 浦和レッドダイヤモンズ・レディース：埼玉県さいたま市
- 東京電力女子サッカー部マリーゼ：福島県双葉郡楢葉町・広野町
- 伊賀フットボールクラブくノ一：三重県伊賀市
- スペランツァF.C.高槻：大阪府高槻市
- TASAKIペルーレFC：兵庫県神戸市
- 岡山湯郷Belle：岡山県美作市
- INACレオネッサ：兵庫県神戸市

### なでしこリーグ　ディビジョン2（2部）
- バニーズ京都サッカークラブ：京都府京都市（←宝塚バニーズレディースサッカークラブ：兵庫県宝塚市）
- 大原学園JaSRA女子サッカークラブ：長野県上田市
- ジェフユナイテッド市原・千葉レディース：千葉県市原市・千葉市
- 清水第八スポーツクラブ：静岡県静岡市
- ASエルフェン狭山FC：埼玉県狭山市
- ルネサンス熊本フットボールクラブ：熊本県熊本市
- アルビレックス新潟レディース：新潟県北蒲原郡聖籠町
- 福岡J・アンクラス：福岡県春日市（新規参入）

## 成績
○：勝利　△：引き分け　●：敗戦

### なでしこリーグ　ディビジョン1（1部）

#### レギュラーリーグ
- 開催期間：2006年5月21日‐10月15日

| 順位 | チーム                        | 日テレ    | 浦和      | TASAKI    | 湯郷      | 伊賀      | 高槻      | TEPCO     | INAC      | 勝点 | 勝利 | 引分 | 敗戦 |
| 1位  | 日テレ・ベレーザ              | ----      | △1-1 ○3-0 | ○3-1 ●1-2 | ○4-0 ○2-0 | ○5-1 ○6-0 | ○4-0 ○5-1 | ○2-0 ○2-1 | ○8-1 △3-3 | 35   | 11   | 2    | 1    |
| 2位  | 浦和レッズ・レディース        | △1-1 ●0-3 | ----      | ○2-1 ●0-1 | ○2-1 ○3-1 | ○3-1 ○2-0 | △1-1 ○1-0 | ○1-0 ○5-0 | ○2-1 ○3-2 | 32   | 10   | 2    | 2    |
| 3位  | TASAKIペルーレFC              | ●1-3 ○2-1 | ●1-2 ○1-0 | ----      | ○1-0 △1-1 | ○1-0 ○3-0 | ○3-1 ○4-1 | △1-1 △3-3 | ○5-1 ○1-0 | 30   | 9    | 3    | 2    |
| 4位  | 岡山湯郷Belle                 | ●0-4 ●0-2 | ●1-2 ●1-3 | ●0-1 △1-1 | ----      | ○2-0 ○1-0 | ○2-1      | △2-2 ○2-0 | ○1-0 ○2-0 | 23   | 7    | 2    | 5    |
| 5位  | 伊賀フットボールクラブ くノ一 | ●1-5 ●0-6 | ●1-3 ●0-2 | ●0-1 ●0-3 | ●0-2 ●0-1 | ----      | ●1-5 ○2-0 | ○1-0 ○2-0 | ○1-0 △0-0 | 13   | 4    | 1    | 9    |
| 6位  | スペランツァF.C.高槻          | ●0-4 ●1-5 | △1-1 ●0-1 | ●1-3 ●1-4 | ●1-2      | ○5-1 ●0-2 | ----      | ●0-1 △1-1 | ○2-1 △2-2 | 9    | 2    | 3    | 9    |
| 7位  | TEPCOマリーゼ                 | ●0-2 ●1-2 | ●0-1 ●0-5 | △1-1 △3-3 | △2-2 ●0-2 | ●0-1 ●0-2 | ○1-0 △1-1 | ----      | △1-1 ●2-4 | 8    | 1    | 5    | 8    |
| 8位  | INACレオネッサ                | ●1-8 △3-3 | ●1-2 ●2-3 | ●1-5 ●0-1 | ●0-1 ●0-2 | ●0-1 △0-0 | ●1-2 △2-2 | △1-1 ○4-2 | ----      | 7    | 1    | 4    | 9    |

#### プレーオフ上位リーグ
- 開催期間：2006年10月22日‐11月4日

| 順位 | チーム                 | 日テレ | 浦和 | TASAKI | 湯郷 | RP | 勝点 | 勝利 | 引分 | 敗戦 |
| 1位  | 日テレ・ベレーザ       | ----   | ○3-0 | ○3-0   | ○2-0 | 35 | 44   | 14   | 2    | 1    |
| 2位  | 浦和レッズ・レディース | ●0-3   | ---- | ○1-0   | ○1-0 | 32 | 38   | 12   | 2    | 3    |
| 3位  | TASAKIペルーレFC       | ●0-3   | ●0-1 | ----   | ○3-1 | 30 | 33   | 10   | 3    | 4    |
| 4位  | 岡山湯郷Belle          | ●0-2   | ●0-1 | ●1-3   | ---- | 23 | 23   | 7    | 2    | 8    |

#### プレーオフ下位リーグ
- 開催期間：2006年10月22日‐11月4日

| 順位 | チーム                        | INAC | 伊賀 | 高槻 | TEPCO | RP | 勝点 | 勝利 | 引分 | 敗戦 |
| 5位  | INACレオネッサ                | ---- | ○2-1 | ○3-2 | ○4-1  | 7  | 16   | 4    | 4    | 9    |
| 6位  | 伊賀フットボールクラブ くノ一 | ●1-2 | ---- | ●0-1 | ○2-0  | 13 | 16   | 5    | 1    | 11   |
| 7位  | スペランツァF.C.高槻          | ●2-3 | ○1-0 | ---- | △0-0  | 9  | 13   | 3    | 4    | 10   |
| 8位  | TEPCOマリーゼ                 | ●1-4 | ●0-2 | △0-0 | ----  | 8  | 9    | 1    | 6    | 10   |

※RPはレギュラーリーグでの勝ち点。勝点と勝敗数はレギュラーリーグとの合計

#### 総合順位
1位　日テレ・ベレーザ

2位　浦和レッドダイヤモンズ・レディース

3位　TASAKIペルーレFC

4位　岡山湯郷Belle

5位　INACレオネッサ 

6位　伊賀フットボールクラブくノ一 

7位　スペランツァF.C.高槻

8位　東京電力女子サッカー部マリーゼ 

※東京電力女子サッカー部マリーゼの2部降格、スペランツァF.C.高槻の入れ替え戦進出決定

### なでしこリーグ　ディビジョン2（2部）
- 開催期間：2006年5月21日‐11月5日

| 順位 | チーム                                  | 新潟L           | 大原学園       | 福岡A           | 市原千葉       | AS狭山         | B京都          | 清水第八       | R熊本           | 勝点 | 勝利 | 引分 | 敗戦 |
| 1位  | アルビレックス新潟 レディース           | ----            | △0-0 ●0-2 △1-1 | ●1-2 ○3-0 △2-2  | ○5-2 ○1-0      | ○6-1 ○4-0 ○6-0 | ○2-1 ○5-0 ○2-0 | ○2-0 ○6-2 ○7-1 | ○6-0 ○8-0 ○15-0 | 51   | 16   | 3    | 2    |
| 2位  | 大原学園JaSRA 女子サッカークラブ        | △0-0 ○2-0 △1-1  | ----           | ○3-0 △1-1       | △1-1 ○5-1 △1-1 | ○5-0 △1-1 ○1-0 | ○2-1 ○3-0      | ○9-0 ○4-1 ○3-1 | ○8-0 ○6-0 ○7-0  | 51   | 15   | 6    | 0    |
| 3位  | 福岡J・アンクラス                       | ○2-1 ●0-3 △2-2  | ●0-3 △1-1      | ----            | ●2-3 ○2-1 ●0-3 | ●3-4 ○5-0      | ○5-2 ○5-1 ○6-2 | ○5-0 ○4-2 ○3-0 | ○3-0 ○11-0 ○4-0 | 41   | 13   | 2    | 6    |
| 4位  | ジェフユナイテッド 市原・千葉レディース | ●2-5 ●0-1       | △1-1 ●1-5 △1-1 | ○3-2 ●1-2 ○3-0  | ----           | ●2-3 ○3-1 ○2-1 | ○4-3 ○2-1 ○3-0 | ○2-0 ○4-1 ○2-0 | ○7-0 ○5-1 ○9-0  | 41   | 13   | 2    | 6    |
| 5位  | ASエルフェン狭山FC                      | ●1-6 ●0-4 ●0-6  | ●0-5 △1-1 ●0-1 | ○4-3 ●0-5       | ○3-2 ●1-3 ●1-2 | ----           | △1-1 ○3-0 ○2-1 | ○4-3 △2-2 ○1-0 | ○2-0 ○5-0 ○3-1  | 30   | 9    | 3    | 9    |
| 6位  | バニーズ京都SC                          | ●1-2 ●0-5 ●0-2  | ●1-2 ●0-3      | ●2-5 ●1-5 ●2-6  | ●3-4 ●1-2 ●0-3 | △1-1 ●0-3 ●1-2 | ----           | ○7-1 ○3-0 ○3-2 | ●0-1 ○3-0 ○3-1  | 16   | 5    | 1    | 15   |
| 7位  | 清水第八スポーツクラブ                  | ●0-2 ●2-6 ●1-7  | ●0-9 ●1-4 ●1-3 | ●0-5 ●2-4 ●0-3  | ●0-2 ●1-4 ●0-2 | ●3-4 △2-2 ●0-1 | ●1-7 ●0-3 ●2-3 | ----           | △1-1 ○2-1 △0-0  | 6    | 1    | 3    | 17   |
| 8位  | ルネサンス熊本                          | ●0-6 ●0-8 ●0-15 | ●0-8 ●0-6 ●0-7 | ●0-3 ●0-11 ●0-4 | ●0-7 ●1-5 ●0-9 | ●0-2 ●0-5 ●1-3 | ○1-0 ●0-3 ●1-3 | △1-1 ●1-2 △0-0 | ----            | 5    | 1    | 2    | 18   |

※1位と2位、3位と4位は得失点差により決定

※アルビレックス新潟レディースのディビジョン1昇格、大原学園JaSRA女子サッカークラブの入れ替え戦進出決定

### なでしこリーグ入れ替え戦
- 日時:2006年11月11日（土） 13：00
- 会場：江戸川区陸上競技場
- 対戦：スペランツァF.C.高槻対大原学園JaSRA女子サッカークラブ
- 勝敗の決定:90分（前後半各45分）で行い、勝敗が決しない場合以下の順序で決する。
  - (1)20分間（前後半10分間）の延長戦
  - (2)PK方式（各5人ずつ、決着がつかない場合は6人目以降一人ずつで勝敗が決するまで）

| 1部7位               | 結果 | 2部2位                          |
| スペランツァF.C.高槻 | 1-2  | 大原学園JaSRA女子サッカークラブ |

※大原学園JaSRA女子サッカークラブのディビジョン1昇格とスペランツァF.C.高槻のディビジョン2降格が決定

## 個人成績

### なでしこリーグ　ディビジョン1（1部）
- 最優秀選手：澤穂希（日テレ・ベレーザ）
- 最多得点：永里優季 （日テレ・ベレーザ） 18点
- 新人賞：松田典子（浦和レッズ・レディース）
- 敢闘賞：柳田美幸（浦和レッズ・レディース）
- 優秀監督賞：松田岳夫（日テレ・ベレーザ）
- フェアプレー賞：TASAKIペルーレFC、浦和レッズ・レディース

### なでしこリーグ　ディビジョン2（2部）
- 最優秀選手：片桐ひろみ（アルビレックス新潟レディース）
- フェアプレー賞：ルネサンス熊本フットボールクラブ

### ベストイレブン
- GK：福元美穂（岡山湯郷Belle）
- DF：磯﨑浩美（TASAKIペルーレFC）、岩清水梓（日テレ・ベレーザ）、中地舞（日テレ・ベレーザ）、下小鶴綾（TASAKIペルーレFC）
- MF：澤穂希（日テレ・ベレーザ）、柳田美幸（浦和レッズ・レディース）、酒井與恵（日テレ・ベレーザ）
- FW：永里優季 （日テレ・ベレーザ）、大谷未央（TASAKIペルーレFC）、大野忍（日テレ・ベレーザ）

### サポーターが選ぶMVP
（特別表彰）
- 第1位：永里優季（日テレ・ベレーザ）660票
- 第2位：安藤梢（浦和レッズ・レディース）612票
- 第3位：柳田美幸（浦和レッズ・レディース）540票